# Cophixalus wempi
Espèce
Cophixalus wempi est une espèce d'amphibiens de la famille des Microhylidae.

## Répartition
Cette espèce est endémique de la province des Hautes-Terres méridionales en Papouasie-Nouvelle-Guinée. Elle se rencontre entre 1 300 et 1 800 m d'altitude. 

## Publication originale
- Richards & Oliver, 2010 : A new scansorial species of Cophixalus (Anura: Microhylidae) from the Kikori River Basin, Papua New Guinea. Journal of Herpetology, vol. 44, no 4, p. 555-562.